# Kochlorine hamata
Kochlorine hamata is een rankpootkreeftensoort uit de familie van de Lithoglyptidae. De wetenschappelijke naam van de soort is voor het eerst geldig gepubliceerd in 1872 door Noll.